# Fountains of Wayne
Fountains Of Wayne er et amerikansk poprockband, der blev dannet i 1996, fra New York.

## Medlemmer
- Chris Collingwood – forsanger, guitar
- Adam Schlesinger – bas, keyboard, baggrundsvokal
- Jody Porter – guitar, baggrundsvokal
- Brian Young – trommer

## Diskografi
- Fountains of Wayne (1996)
- Utopia Parkway (1999)
- Welcome Interstate Managers (2003)
- Traffic and Weather (2007)
- Sky Full of Holes (2011)